# Vetenskapsåret 1734

## Händelser
- George Berkeley publicerar The Analyst och kritiserar upptäckten av infinitesimalkalkylen.

## Pristagare
- Copleymedaljen: John Theophilus Desaguliers, fransk-engelsk naturfilosof och präst.

## Födda
- 9 mars - Torbern Bergman (död 1784), svensk naturforskare och kemist.
- Elsa Beata Bunge (död 1819), svensk botaniker.
- Nicolaas Laurens Burman (död 1793), holländsk botaniker.
- William Hudson (död 1793), engelsk botaniker.

## Avlidna
- 24 maj - Georg Stahl (född 1660), tysk kemist.